# Сети головного мозга топологии «Мир тесен»
Сети головного мозга топологии «Мир тесен» (англ. Small-World Brain Networks; Small-World Brain Graphs) — нейробиологическая теория, подразумевающая организацию нейронных сетей в мозге по типу математического графа «Мир тесен». Данный тип графов характеризуется возможностью перехода из одной вершины в другую за счёт небольшого числа промежуточных переходов. Подобная организация анатомических и функциональных путей в мозге оптимизирует передачу информации между узлами, повышают адаптивность системы и позволяют проводить как совместную, так и распределённую обработку информации
Подобная топология позволяет минимизировать затраты на обработку информации и максимизировать возможности для адаптации. Высокая кластеризация обеспечивает модульную обработку информации, которая функционально отделена друг от друга. Короткие пути обеспечивают эффективное взаимодействие или быструю передачу информации между регионами, что имеет важное значение для функциональной интеграции.
Впервые сети малого мира были описаны в 1998 году Дунканом Уоттсом и Стивом Строгацем.

## Доказательства подобной организации
Организация сетей нейронов по типу «Мир тесен» была эмпирически представлена у Caenorhabditis elegans. У кошек и макак-резусов была показана межрегиональная аксональная связь, организованная по схожему типу.
У человека организация мозговых связей в соответствии с данной математической моделью было доказано с помощью структурной и функциональной МРТ. Было показано, что анатомические структуры человеческого мозга имеют признаки организации «Мир тесен». В частности показано, что если рассматривать области коры головного мозга как анатомические связанные, считая связью наличие корреляции в толщине коры в этих областях, то полученный граф связей соответствует топологии «Мир тесен».

## Функционирование сетей топологии «Мир тесен» в мозге
В мозге минимизация затрат достигается за счёт разделения коры на ряд модулей, внутри которых наблюдается большое количество тесно связанных между собой узлов. За счёт близкого расположения длина аксональных связей между такими узлами сокращается, что увеличивает скорость передачи информации. В свою очередь, крупные модули имеют между собой «длинные» связи, обеспечивающие глобальную интеграцию переработки информации. Каждый узел оказывается связанный со всеми остальными: короткими связями с соседними узлами и длинными связями с удалёнными. Благодаря подобной организации информация постоянно обрабатывается и интегрируется между специализированными, пространственно распределёнными, но функционально связанными областями мозга с согласованной временной динамикой.
Глобальная эффективность сети измеряется отношением количества узлов к длине пути между ними и определяет организацию модулей и их количество.
Подобное строение также обеспечивает сохранение общей эффективности сети при изменении в работе одного из модулей. Это особенно важно в адаптивном плане — повреждение одного участка мозга не повлечёт за собой общий системный сбой.

## Связь организации сетей «Мир тесен» и интеллекта
Некоторые исследования показывают, что глобальная эффективность мозговой сети коррелирует с уровнем общего интеллекта по Спирмену (фактор g). В частности, была показана сильная отрицательная корреляция между баллами IQ и средней характеристической длиной пути λ мозговой сети. Наиболее выраженные эффекты между нормализованной длиной пути и IQ были обнаружены в лобной и теменной областях коры. Однако в случае с коэффициентом кластеризации и количеством соединений не была выявлена строгая корреляция. Это может свидетельствовать, что интеллект не связан с уровнем локальной обработки информации или с общим количеством функциональных связей сети мозга. Напротив, предполагается что он связан с эффективностью глобальной интеграции информации из различных областей мозга.